# Rudolf Edinger
Rudolf Edinger (Erlaa, 22 novembre 1902 – Brunn am Gebirge, 4 maggio 1997) è stato un sollevatore austriaco campione mondiale che gareggiò nelle categorie dei pesi leggeri (fino a 67,5 kg) e dei pesi medi (fino a 75 kg).

## Biografia
Figlio di un macellaio e commerciante di bestiame, dopo aver terminato gli studi si dedicò all'attività di famiglia, continuando a gestirla dopo la prematura morte del padre.
Abituato, pertanto, allo sforzo fisico nel maneggiare e sollevare pesanti pezzi di carne, cominciò ad allenarsi nel sollevamento pesi, dopo aver praticato anche il calcio.
Cominciò in seguito a partecipare a vari tornei di sollevamento pesi e nel 1923 riuscì a vincere la medaglia d'oro nella categoria dei pesi leggeri ai Campionati mondiali di Vienna.
L'anno successivo partecipò alle Olimpiadi di Parigi 1924 nella categoria dei pesi medi, dove però si classificò soltanto al 24° e penultimo posto per aver fallito i tre tentativi nella prova di slancio ad un braccio.
Continuò in seguito l'attività di sollevatore, realizzando anche due record mondiali nella prova di distensione lenta della categoria dei pesi medi.
Dopo essersi ritirato dall'attività agonistica, nel 1942 fu arruolato nella Wehrmacht, venendo impiegato come autista durante la seconda guerra mondiale.
Terminato il conflitto mondiale, ritornò in patria e riprese la sua attività di macellaio e commerciante di carni a Vienna.
Morì all'età di 94 anni a Brunn am Gebirge, dove si era trasferito dopo aver cessato l'attività lavorativa.